# Dezypramina
Dezypramina, dezipramina – organiczny związek chemiczny, lek psychotropowy z grupy TLPD, metabolit ustrojowy imipraminy. Działa jako silny inhibitor wychwytu zwrotnego noradrenaliny przy znikomym wpływie na wychwyt serotoniny. Działa głównie „odhamowująco”, może wyzwalać lęk i niepokój, na innych pacjentów działa raczej tłumiąco. Efekt terapeutyczny pojawia się w pierwszym tygodniu leczenia.

## Wskazania
- depresja endogenna z zahamowaniem psychoruchowym bez wyraźnych cech lęku i niepokoju
- ból neuropatyczny
- terapia uzależnień od stymulantów (kokaina, amfetamina)
- próbnie w leczeniu ADHD u dzieci

## Działania niepożądane
Działania niepożądane są typowe dla TLPD; działanie cholinolityczne dezypraminy jest słabsze niż imipraminy.

## Dostępne preparaty
Lek obecnie coraz rzadziej stosowany, niedostępny w Polsce, ostatnim preparatem dostępnym na rynku był Petylyl.